# Université Quisqueya
L'université Quisqueya est une université privée haïtienne située à Port-au-Prince, fondée en 1988, remplissant une mission de service public, reconnue d'utilité publique par l'État haïtien.
L'université Quisqueya est connue pour son engagement en faveur de l'excellence académique, de la recherche et de la contribution au développement de la société haïtienne. Elle propose des programmes de premier cycle et de cycles supérieurs dans des domaines tels que les sciences sociales, les sciences naturelles, les sciences de la santé, les sciences économiques et de gestion.

## Critiques
Toutefois, même si elle possède de nombreuses qualités, l'Université Quisqueya présente des lacunes. Le manque de financement suffisant est l'un des principaux défis qui affectent l'institution. Effectivement, le système éducatif en Haïti fait face à des difficultés financières importantes, ce qui restreint les ressources disponibles pour les universités. Cela conduit à des rémunérations faibles pour les enseignants, à une détérioration des infrastructures et à un manque d'équipements contemporains. Ainsi, il peut parfois être difficile pour l'Université Quisqueya de proposer un environnement d'apprentissage optimal à ses étudiants.
Le manque de transparence et de gouvernance démocratique est un autre défaut de l'université Quisqueya. Bien qu'elle s'efforce de promouvoir la bonne gouvernance et l'intégrité académique, elle continue de faire face à des problèmes de corruption, de favoritisme et d'ingérence politique qui compromettent la qualité de l'enseignement et la réputation de l'institution, ce qui nuit à sa crédibilité et à sa capacité à attirer les meilleurs étudiants et enseignants.
En outre, il est fréquent de critiquer l'Université Quisqueya pour son manque d'ouverture et d'inclusion. En dépit de sa diversité ethnique et culturelle, l'université a parfois du mal à créer un cadre inclusif pour tous les étudiants, notamment ceux provenant de milieux défavorisés. Selon des recherches, il a été démontré que certaines communautés sont sous-représentées au sein de l'université, ce qui pousse à s'inquiéter de l'égalité des opportunités et de l'accès à l'éducation pour tous.
Enfin, un autre inconvénient de l'Université Quisqueya réside dans son absence de collaboration avec les acteurs externes, tels que les entreprises, les organismes gouvernementaux et la société civile. L'université peut profiter de ressources supplémentaires, de stages et d'opportunités d'emploi pour ses étudiants grâce à une collaboration plus étroite avec ces parties prenantes, ainsi que de partenariats de recherche novateurs. Toutefois, la volonté politique et la vision stratégique limitées empêchent souvent l'université de s'investir pleinement dans de telles collaborations.

## Organisation
L'université Quisqueya est composée de 6 facultés :
- Faculté des sciences agronomiques et de l’environnement
- Faculté des sciences économiques et administratives
- Faculté des sciences de l’éducation
- Faculté des sciences juridiques et politiques
- Faculté des sciences, de génie et d’architecture
- Faculté des sciences de la santé

## Personnalités liées à l'université
- Jovenel Moïse, président de la République d'Haïti de 2017 à sa mort en 2021
- Martine Moïse, épouse du précédent, ancienne première dame de la République d’Haïti
- Marie Darline Exumé, mannequin, médecin
- Georges Eddy Lucien, géographe, docteur en histoire, professeur haïtien.
- Monferrier Dorval, avocat, juriste, bâtonnier et professeur à l'université Quisqueya[3].
- Etzer Emile, économiste
- Jacky Lumarque, professeur de mathématiques et ancien recteur de l'université Quisqueya.
- Mirlande Manigat, professeure et constitutionnaliste
- Hervé Boursiquot